# Стінка (Полтавський район)
Сті́нка — село в Україні, у Чутівській селищній громаді Полтавського району Полтавської області. Населення становить 198 осіб. Орган місцевого самоврядування — Чутівська селищна рада.

## Географія
Село Стінка знаходиться на правому березі річки Коломак, на протилежному березі — село Новофедорівка.

## Історія
12 червня 2020 року, відповідно до розпорядження Кабінету Міністрів України № 721-р «Про визначення адміністративних центрів та затвердження територій територіальних громад Полтавської області», село увійшло до складу Чутівської селищної громади.
19 липня 2020 року, в результаті адміністративно — територіальної реформи та ліквідації Чутівського району, село увійшло до складу новоутвореного Полтавського району.